# یونس حسین‌اف
یونس حسین‌اف (ترکی آذربایجانی: Yunis Hüseynov؛ زادهٔ ۱ فوریهٔ ۱۹۶۵) بازیکن فوتبال اهل اتحاد جماهیر شوروی سوسیالیستی است.
از باشگاه‌هایی که در آن بازی کرده‌است می‌توان به باشگاه فوتبال کپز و باشگاه فوتبال نفتچی باکو اشاره کرد.
وی همچنین در تیم ملی فوتبال جمهوری آذربایجان بازی کرده‌است.